# Ctenicera captiosa
Ctenicera captiosa là một loài bọ cánh cứng trong họ Elateridae. Loài này được Brown miêu tả khoa học năm 1939.